# اولریش رامه
اولریش رامه (فرانسوی: Ulrich Ramé‎؛ ۱۹ سپتامبر ۱۹۷۲) یک بازیکن فوتبال اهل فرانسه است.
وی همچنین در تیم ملی فوتبال فرانسه بازی کرده‌است.